# SEAT Toledo I
El SEAT Toledo de primera generación es un automóvil del segmento C producido por el fabricante español SEAT desde el año 1991 hasta 1998.
Fue el primer automóvil de SEAT desarrollado completamente bajo la influencia de Volkswagen (que había adquirido un 51% de las acciones de la marca española en 1986) estrenando un nuevo segmento dentro del mercado español: el de los vehículos con apariencia de berlina pero dotados de un portón trasero. El modelo fue presentado en el Salón del Automóvil de Barcelona en mayo de 1991. En dicho salón también se presentó el libro ¡Olé Toledo!, escrito y firmado en el acto por Edourd Seidler, que siguió de cerca todo el proyecto del modelo. El rey Juan Carlos I presidió la inauguración oficial del SEAT Toledo en un acto celebrado en el parador nacional de la ciudad de Toledo.

## Primera generación (1991-1998)

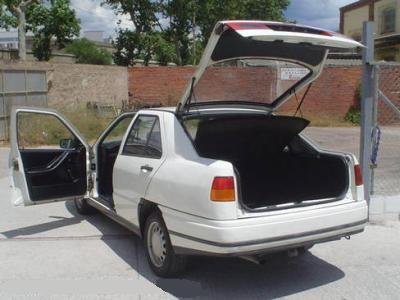
SEAT Toledo CL de 1994. Al ser un liftback la apertura del portón trasero es muy cómoda y tiene una capacidad de maletero de 550 litros.

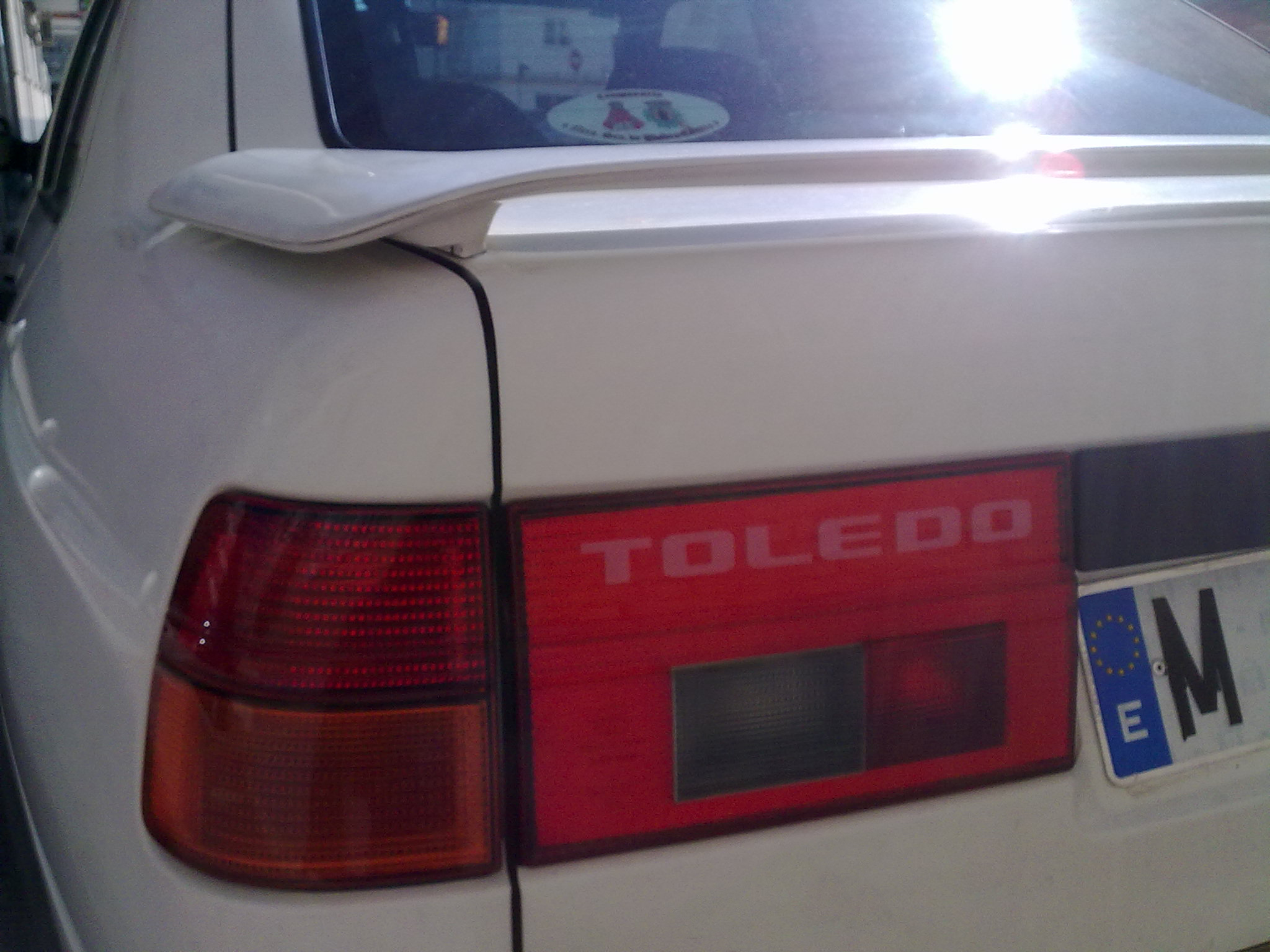
Único modelo de SEAT en tener la tipografía aerografiada en los pilotos traseros, desde 1991 a 1994

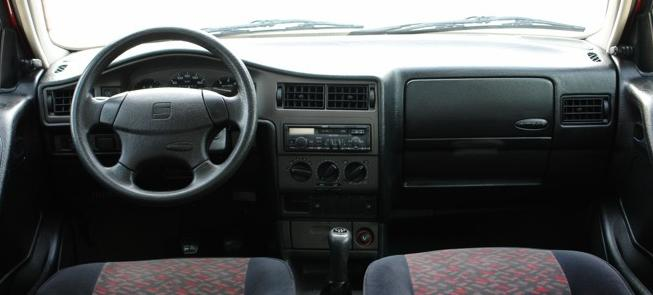
Para el interior se aprovechó el diseño del salpicadero de un descarte del modelo Audi 80 B3 y B4 modificado con pequeños detalles de instrumentación.

### Diseño y desarrollo
La primera generación del Toledo (1L) fue el primer modelo de SEAT en ser desarrollado en cooperación con el Grupo Volkswagen (denominado Proyecto S3). El proyecto empezaría en 1986 con los primeros bocetos. Se hicieron muchísimos diseños pues se quería dotar a SEAT de una gran berlina, con un gran salto de calidad y un diseño atractivo y funcional.
En un principio se iba a desarrollar bajo la plataforma del Volkswagen Passat B3, del cual se empezaría a realizar la primera maqueta, pero se descartó por los costes de producción. Al final se desarrolló bajo la plataforma "A2" (PQ32) de la segunda generación del Volkswagen Golf existente, con carrocería hatchback de tres y cinco puertas, y de los modelos (Volkswagen Jetta), con carrocería sedán de cuatro puertas, y (Volkswagen Corrado) con carrocería hatchback coupé de tres puertas. A diferencia de los modelos existentes con esta misma plataforma, al Toledo se le añadirían mejoras y pequeñas modificaciones ya que se quería acoplar la carrocería más grande posible, dotándolo finalmente de una carrocería liftback de cinco puertas con un gran portón trasero que daba acceso a un maletero de 550 litros de capacidad ampliable hasta 1360 litros con los asientos abatidos. Esto originó un nuevo concepto de vehículo, con apariencia de sedán pero con un práctico portón trasero que superaba a muchos modelos con carrocería station wagon. Además se le incluirían elementos más modernos que compartió con el Volkswagen Golf de tercera generación, aunque no tuvieran la misma plataforma, y demás modelos del grupo Volkswagen de la época.
El Toledo de la primera generación fue diseñado por Giorgetto Giugiaro, quien, dentro de la empresa de diseño junto a Aldo Mantovani, también supervisó el desarrollo del merchandising del modelo denominado Boutique Toledo. El diseño final, después de algunas maquetas casi definitivas, se inspiraría en los prototipos que ya habían sido presentados oficialmente: los Proto T y Proto TL de 1989 y 1990, desarrollados en Italdesign y que mostraban un anticipo de cómo podría ser el modelo definitivo. Al mismo tiempo del Toledo surgió el prototipo Concepto T en 2 versiones, Cupé y Cabrio, de 1992 y 1993, que pretendían ser las variantes deportivas del modelo pero que finalmente fueron descartadas, al igual que la versión break que se estaba preparando para lanzarla al mercado en 1994 pero finalmente también sería descartada esta carrocería.
Como novedad tipográfica exclusiva solo en los modelos Toledo se realizó mediante unas aerografías en los pilotos traseros, la inscripción Toledo en el izquierdo y en el derecho su acabado correspondiente (CL, GL, GLX, GT y GT-16V), además en las aletas delanteras, en una pequeña chapa rectangular que ocupaba el hueco de los intermitentes laterales, que eran opcionales incluía el nombre del acabado correspondiente a excepción de los que montaban las motorizaciones turbo diésel que incluía en la chapita la inscripción TD y en las versiones GT que venía la inscripción 2.0i y en el GT-16 la inscripción 16V pues estos dos acabados tenían la inscripción GT en las taloneras deportivas que eran los únicos que las ofrecían.

### Vida Comercial
La producción del modelo empezó en la antigua fábrica de la Zona Franca de Barcelona hasta que, en 1993, cuando se inaugura la planta de Martorell, la fabricación del Toledo se empieza a trasladar a las nuevas instalaciones de SEAT para su ensamblaje.
SEAT empezó a comercializar el Toledo en octubre de 1991, presentado bajo el eslogan "Para un mundo exigente", pues se deseaba un modelo superior al SEAT Málaga, que había quedado ya algo anticuado con respecto a la competencia, y darle una nueva imagen a la marca con un modelo de aspecto moderno con unas generosas dimensiones el cual sería el buque insignia de SEAT. Fue posicionado deliberadamente entre los segmentos C (por plataforma) y D (por soluciones técnicas y "empaque"). Algunos de sus rivales eran el Fiat Tempra, en el segmento C, y las versiones básicas del Ford Sierra, el Opel Vectra y el Renault 21, con las que competía con ventaja en equipamiento.
El Toledo ofrecía un buen equipamiento de serie, entre sus diferentes niveles de acabados, ligados a sus correspondientes versiones desde la más básica a la más deportiva, cada una de ellas muy diferenciadas unas de otras, con algunos detalles exclusivos que las caracterizaba, como su tapicería específica o su estética que identificaba la versión, además de ofrecer algunos de los extras que al principio eran opcionales (OP) que más adelante se incluirán de serie, unos por normativa y otros para ofrecer un producto más completo. Inicialmente disponible en doce tonalidades de pintura, además opcionalmente para los GT y GT-16v se podía escoger con parachoques y taloneras en una tonalidad gris clara, exhibiéndose una de estas unidades en el salón de Barcelona de 1991, que contaba con el mismo bicolor de los SEAT Ibiza SXi New Style, también presentados en el mismo salón del automóvil. Uno de los opcionales más curioso de la época era el Paquete invierno, que en los países fríos venía de serie, y que incluía: asientos, espejos, eyectores y lavafaros calefactables, estos últimos estaban ocultos tras unas tapas. En audio en un principio disponía de preinstalación para radio casete, ya que en su primera etapa era un extra opcional que contaba con diferentes modelos bajo la marca Grunding, en estas primeras unidades solamente se montaban con 4 altavoces desde 1991 hasta comienzos de 1992, pero luego se amplió a 6 altavoces pues se sustituyeron de las puertas delanteras unas tapas que hacían función de cajón guardar objetos, a partir de finales de 1992 se empiezan a incluir auto radios de marca Grunding específicas para el modelo ya de serie renombradas como SEAT Sound System más el código de referencia de la radio, la primera en llegar sería la 3842, y posteriormente la 3905, también disponía como opcional más adelante bajo el catálogo de accesorios reproductor de CD con cargador de 6 CD en el lateral derecho del maletero. Dentro de la ficha técnica del vehículo, venia homologado el gancho de remolque 1L0803881/A y el techo abrible que sería sustituido en 1995 por el techo solar. 
El 24 de febrero de 1992 se llegaría al Toledo número 100.000 de producción; esta unidad contaba con un acabado GLX en color burdeos, tenía techo solar y montaba la motorización 1.9 TD de 75cv, mientras que en el mes de marzo aparecería la primera edición especial del modelo denominado comercialmente como Sport o Sport 2000. También se incluye a la gama las molduras laterales que estrenaron los Sport, en un principio se añadirían a los acabados GL y GLX, ya que anteriormente solo se ofrecían unas molduras diferentes dentro del catálogo de accesorios junto a otros decorativos, además el SEAT Toledo fue nombrado coche del año y fue número 1 en ventas de su segmento. SEAT pretendía lanzar el modelo en Estados Unidos ese mismo año con el nombre Barcelona, aunque finalmente no sucedió, pues se quería aprovechar el marketing ya que la marca SEAT era la principal patrocinadora de las Olimpiadas 92 y el modelo Toledo fue el coche oficial de los Juegos Olímpicos de Barcelona. SEAT facilitó más de 2000 vehículos para los desplazamientos del COOB’92, la inmensa mayoría eran del modelo Toledo, aunque también hubo algún Ibiza y Marbella y otros modelos del grupo vag como el Audi 100, Volkswagen Passat y Trasporter, todos decorados para la ocasión y matriculados con matrículas especiales para el evento. SEAT también participó acompañando la antorcha olímpica con un Toledo eléctrico prototipo, y regaló a los medallitas de oro españoles un modelo especial solo para ellos, denominado Pódium.
En 1993, se incluyen los intermitentes laterales de serie y se incluye un pequeño vinilo con la motorización del modelo (1.6i, 1.8i, 2.0i, 1.9D, 1.9TD, 16v) ubicado en los montantes de las puertas delanteras en color gris excepto los GT y GT-16v que venían en color rojo.  
En 1994 a comienzos de año recibe unos ligeros pequeños cambios, un pequeño rediseño en la parte baja del salpicadero lado del acompañante, suprimiendo el portaobjetos o la forma de su preinstalación para los modelos que no lo incluían quedando una superficie uniforme, se cambian las gomaespumas del portón que apoyan en la bandeja por unos en material plástico de mayor resistencia además de que los intermitentes de las aletas pasan de ser rectangulares, a ser ovalados. Posteriormente en el Salón de Oporto de 1994 se presenta el acabado 2.0-16v, que sustituye al GT-16V y un nuevo diseño del interior para toda la gama, como el salpicadero con detalles en gris Champán, rediseño de los paneles interiores de las puertas, nuevos asientos con nuevas tapicerías, manetas de los mandos (luces/limpia), y algún que otro pequeño detalle. También se incluye el airbag como equipamiento opcional para conductor y acompañante para las versiones altas de gama.
En mayo de 1995 sufre unas ligeras actualizaciones que afectan al exterior. Las calandras pasan a ser del color de la carrocería en todos los acabados. Los pilotos traseros pasan a ser combinados, los de la marcha atrás blanca de (CL, GL) con los intermitentes rosados de (GLX, GT y 2.0i-16v). Los grupos ópticos traseros pierden las inscripciones aerografiadas (Toledo y el acabado), siendo sustituidos por unos anagramas cromáticos ubicados en el portón debajo de los pilotos con las inscripciones SEAT a la izquierda y Toledo a la derecha. Se le añaden taloneras a todas las versiones, que integrarán una chapita con el acabado del modelo. Los retrovisores tendrán un brazo algo más curvo y pasarán de ser abatibles a ser plegables además de incluir en el espejo del conductor una línea vertical central para el ángulo de punto muerto.

#### Rediseño
En el Salón de Fránkfurt de 1995 se presentó una reestilización del SEAT Toledo que llegaría al mercado en septiembre/octubre ese mismo año, en la que se modificó la gama de motorizaciones y la apariencia sobre todo exterior, destacando el rediseño de los parachoques más redondeados y mejor rematados, nuevos faros levemente rediseñados, nueva calandra unificada con la moldura quedando en una sola pieza, la cual lleva la parrilla el logo de SEAT más grande y debajo de esta una inserción pintada en un principio en gris oscuro que más adelanta pasa a tener una tonalidad más clara, y nuevas molduras laterales más finas a juego con las que incluyen los nuevos parachoques. En el interior heredaría el último diseño pero con nuevas tapicerías, el inmovilizador y luces de cortesía con temporizador y apagado progresivo, el doble airbag (de conductor y acompañante) y nuevos elementos de seguridad como los pretensores de los cinturones y la tercera luz de freno de serie a lo alto de la luneta trasera, ya que en la versión anterior era opcional, pues podía integrar en el alerón trasero dicha luz ya que estaba disponible esta opción en los accesorios originales.
En el equipamiento se incluyeron pequeñas mejoras, como la preinstalación del Tempomat (control de crucero) y el Komfortblinker (poner intermitente con un toque), exclusivamente en los modelos con motorizaciones TDI. Esta novedad no era muy conocida pues se trataba de un extra que solo se incluiría su instalación realizada en concesionario oficial. Aprovechando que el grupo había empezado a incluir esta función en más modelos de la marca, con solo cambiar la maneta izquierda, que era aparentemente la misma con la diferencia de incluir unos pequeños mandos para su manejo y activar la función con el VAG.COM.
En 1997 llegaría la última actualización del modelo, la cual recibió ligeras mejoras, exteriormente cambian la ubicación de la antena antes situada en la aleta delantera izquierda, que estaba disponible como manual o eléctrica, pasando a estar situada en toda la gama como la tenían los acabados deportivos, en la zona trasera del techo con sistema antirrobo, nueva radio 5201. Los tiradores (manetas) pasan a estar pintados del color de la carrocería, los intermitentes laterales de las aletas en color naranja ámbar son sustituidos por unos transparentes ahumados, el alerón trasero es rediseñado pasando a ser más alto, éste solo está disponible en versiones deportivas y es opcional en los Magnus, a excepción del TDI 110cv que lo traía de serie. Se renueva el diseño de las llantas y tapacubos. En el interior tiene algunos detalles, como las gomas de puertas con la zona de arriba tapizada igual que el techo y las manetas interiores cromadas.
La primera generación del SEAT Toledo se dejó de producir a finales de 1998 pero se estuvo vendiendo hasta marzo de 1999, junto con la segunda generación, de finales de 1998 denominada 1M. En esta última etapa de los 1L ya en las últimas unidades producidas recibió algunos cambios mínimos, se remplazan las llantas por unas similares de cinco radios, que fueran compartidas con el SEAT Ibiza y el Córdoba, además se cambió la radio por la 5300 de Grundig en parte del mercado europeo.

## Motorizaciones
Desaparecen los motores System Porsche que estaba utilizando SEAT y empiezan a utilizar las mecánicas de Volkswagen, denominadas desde la marca SEAT como "Econosport". Las motorizaciones fueron:
Gasolina con injetion (Mono-Jetronic)
- Cuatro de gasolina de cuatro cilindros, un 1.6 litros de 75 CV de potencia máxima, un 1.8 litros de 90 CV, un 2.0 litros Digifant de 115 CV(disponible con cambio automático) y un 1.8 litros de 16V de 136 CV y con catalizador 128 CV asociado únicamente al nivel de equipamiento GT. Más tarde se agregó a la gama el 2.0-16v, que desarrollaba 150 CV de potencia máxima como tope de gama (sustituyendo al 1.8i 16v).

- Al final de su vida comercial la gama de motores gasolina se redujo únicamente a un 1.6 litros de 100 CV y un 2.0 16V de 150 CV de potencia máxima.

Diésel
- Las mecánicas diésel eran un 1.9 litros atmosférico de 68 CV (que más tarde se redujeron a 64 para cumplir las normativas anticontaminación) o con turbocompresor y 75 CV.

- La novedad más importante fue la introducción de las mecánicas turbo diésel con inyección directa de combustible, ya existentes en otros modelos del Grupo Volkswagen: el 1.9 TDI de 90 CV y, posteriormente, de 110 CV.

Las motorizaciones en su primera etapa de los primeros años existían versiones catalizadas y sin catalizar.  
Las motorizaciones incluían ya el starter automático, excepto las primeras motorizaciones diésel, que lo tenían manual hasta el año 1994.
Las motorizaciones se estuvieron indicando con un pequeño vinilo con el nombre de la cilindrada en el montante de la puerta delantera desde finales de 1992 hasta mediados de 1994.
Las motorizaciones diésel, no traían cuenta revoluciones en su lugar venia un reloj analógico, mientras que las turbo diésel si traían cuenta revoluciones y estas en un principio marcaban 6 x1000 rpm luego pasarían a marcar 5 x 1000 rpm, además también para diferenciar ambas motorizaciones los turbo diésel, tenían un logotipo rojo en la calandra delantera que ponía Turbo D posteriormente en 1995, el logotipo pasó a ser sustituido por un nuevo logotipo que ponía TD en rojo y se añadiría a la gama el TDI cromático. A partir del rediseño hay 2 versiones TDI para diferenciar: la de 90 CV tiene todas las letras cromadas mientras que la de 110 CV posee la última letra de TDI roja.
Las motorizaciones diésel al principio tenían el mismo escape final de los 1.6 de gasolina, pero posteriormente se cambiaria la salida final dejándola curvada hacia el suelo, como luego tuvieron las motorizaciones TDI aunque estos últimos era con salida final doble. 
Las motorizaciones GLX 1.9 TDI de 90cv, GT 2.0i de 115cv y 2.0i-16v de 150cv las últimas unidades de estas antes del rediseño de 1995 incorporaban unas pequeñas salidas de aire en el spoiler delantero (labio del parachoques delantero), anteriormente solo se ofrecía como accesorio, pero solo en estas tres versiones paso a montarse de serie.
Las motorizaciones de gasolina 1.8i 16v, 2.0i 8v y 16v tenían el escape final doble con salida recta con terminación en una boquilla oval ancha aplanada, cuando llegó la reestilización las motorizaciones 2.0i, 8v-16v y 1.6i de 100cv pasan a tener la salida de escape oval algo más redondeada.
La motorización 1.6i de 100cv fue solo para el rediseño y, a diferencia de las demás motorizaciones, este tenía el spoiler de la parte baja del parachoques delantero diferente.

## Acabados

### Gama (1991 - 1995)
En su primera fase contaba inicialmente con cinco acabados: CL, GL, GLX, GT y GT-16v, aunque este último era idéntico al GT pero con el motor 1.8i 16V que más tarde sería sustituido por el acabado 2.0i-16V denominado así por la motorización que equipaba.
- CL

Era el más básico. Equipaba motorizaciones en gasolina (1.6, 1.6i y 1.8i) y en diésel (1.9D). La primera versión de este acabado desde 1991 hasta 1993 se caracteriza exteriormente en su conjunto con los parachoques, calandra, tirador del portón y retrovisores exteriores en color negros (sin pintar), intermitentes en color ámbar y llantas en 13” con neumáticos (175 70 R13 82 T). Mientras que el interior incorporaba asientos en tapicería clara sin hueco en los reposacabezas delanteros y sin apoyacabezas en las plazas traseras, los paneles de puerta no venían tapizados como los demás acabados. Incluye entre otros elementos aire acondicionado (OP) (excepto en los 1.6i y 1.9 D), contador de revoluciones (excepto en el 1.9D, que en su lugar tenía un reloj analógico), luz de cortesía delantera, aviso acústico de luces encendidas y techo abrible (OP). Los cinturones de seguridad traseros fueron opcionales solo en este acabado hasta que en 1992 la ley obligará a llevarlos en todos los vehículos, al igual que los intermitentes laterales que eran opcionales, que hasta 1993 no fueron obligatorios, en un principio eran rectangulares hasta que en 1994 pasan a ser ovalados.
En 1993 hasta 1994 aparece la segunda versión de los CL bajo la edición Class, recibiendo mínimos cambios de los cuales destacan los parachoques ya pintados en color carrocería, intermitentes delanteros se mantienen en color ámbar, hasta que se cambia el formato por el ovalado lateral pasando a incluir ya los delanteros trasparentes, e incluye nueva tapicería.
Por último en 1994 hasta 1995 aparece la tercera versión del CL, recibiendo los cambios más notoriamente en su interior, ya que toda la gama Toledo recibe un pequeño rediseño en su interior, destacando la nueva tapicería y nuevos asientos que ya incorporan reposacabezas en las plazas traseras, y los paneles de puerta ya vienen tapizados en la misma tapicería de los asientos, exteriormente se incorpora la calandra delantera en color carrocería, y la incorporación en las últimas unidades de taloneras e inscripciones cromados, detalles que recibe toda la gama.          
- GL

Era el intermedio. Equipaba las motorizaciones en gasolina (1.6i, 1.8i y 2.0i, esta última se mantuvo desde el inicio hasta el 1993) y diésel (1.9 D y 1.9 TD). Las primeras unidades de 1991 hasta 1993 bajo el acabado GL su apariencia era muy similar al acabado CL, con los parachoques sin pintar y llantas de 13" aunque estas opcionalmente podían incluir tapacubos que también utilizaban los Ibiza new style, o también dependiendo de la motorización podía incluir de serie llantas en 14" con neumáticos (185 60 R14 82 H) que era el caso por ejemplo del 2.0i. Estéticamente se diferenciaba en que el GL incorporaba los retrovisores de color carrocería y el bajo lateral también en color carrocería, otras de las diferencias para distinguirlo era el interior muy similar pero totalmente en color gris, (salpicadero, panales y asientos) con tapicería exclusiva para el acabado incluyendo los paneles de las puertas a juego partir de los acabados GL en adelante. Su equipamiento ofrecía, retrovisores exteriores eléctricos (OP), dirección asistida (OP), elevalunas eléctricos delanteros (OP), faros antiniebla (OP), luz en maletero y guantera.
En 1992 llegaría bajo el acabado GL las primeras versiones especiales con un diseño más deportivos denominados como Sport y Sport 2000 (1992-1993) con una estética notoriamente diferenciado tanto de exterior como de interior, que se comercializó completando la gama a la par de la versión GL original. 
Para la nueva gama de 1993, el GL original recibe finalizando el año 1992 unos pequeños cambios destacando el añadido de la moldura lateral que avían estrenado los Sport y los bajos laterales en color negro, además incluye ya de serie llantas de 14" en todas las variantes de este acabado diferenciándose un poquito más de los CL. 
En el último semestre de 1993 y hasta 1994 llegaría la segunda versión del acabado GL bajo la versión Class, disponible tanto para el acabado CL como para el GL, con los parachoques ya en color carrocería y nuevos asientos y tapicería.
Por último la tercera versión de los GL desde 1994 hasta 1995, destaca el nuevo interior renovado que había recibe toda la gama Toledo, los cuales siguen teniendo tapicería específica para cada acabado, también se le incorpora la calandra en color carrocería al igual que al CL, además en 1995 ya con esta base el GL tendrá la versión denominada Premium en las últimas unidades producidas, que destaca estéticamente por la integración de unos nuevos tapacubos, la incorporación de taloneras e inscripciones cromadas y un equipamiento más completo de serie, esta versión también se incluirá al acabado GLX.     
- GLX

Era el más equipado y montaba las siguientes motorizaciones en gasolina (1.8i y 2.0i) y diésel (1.9 TD). A diferencia de los acabados anteriores estéticamente tenía los faros traseros rosados y las molduras laterales y calandra en color carrocería, (por otro lado en algunos países también incluía las molduras de los parachoques en color carrocería para diferenciarlo más notoriamente de otros acabados) las primeras unidades hasta 1992 tenían el interior gris y en beige (OP). Suma al equipamiento: Llantas de aleación (OP) de 14”, volante regulable en altura (OP), elevalunas eléctricos 4 p, cierre centralizado, limpia parabrisas con temporizador, asiento conductor regulable en altura, reposacabezas delanteras con hueco, reposabrazos trasero (solo para el acabado GLX), asiento posterior abatible con reposacabezas y partido, luz de cortesía delantera con luz de lectura y trasera, luz parasol acompañante, portaobjetos debajo de la guantera, ABS en principio solo para las motorizaciones 2.0i 115cv, 1.9 TD (OP), Faros antiniebla. En 1991 salió una tirada muy limitada en versión GLX y color blanco con una línea lateral de vinilo donde se forma la palabra Toledo en la puerta delantera. 
En 1993 hasta 1994 aparece la segunda versión de los GLX el cual recibe cambios mínimos destacando notoriamente la nueva tapicería y el interior pasa a ser ya en color negro. 
Desde 1994 hasta 1995 aparece la tercera y última versión de este acabado con el nuevo interior el cual tiene unos asientos más deportivos pues trae los cabeceros traseros independientes con hueco, e incorpora nuevo volante exclusivo para el acabado GLX, con la posibilidad de ofrecer el doble airbag en opcional y posteriormente de serie en las últimas unidades producidas. A partir de este último año en 1995 se ofreció una nueva versión denominada "Premium" disponible tanto para el GL como para el GLX, también se le incorpora todas la novedades que recibe la gama y la nueva motorización (1.9 TDI) 90cv exclusiva solo para este acabado, con la principal diferencia de que con esta motorización equipaba llantas de 14" multiradio y parte baja del parachoques delantero con unas salidas de aire para el intercooler. 
- GT / GT-16v

Era el deportivo y queda como el más alto de la gama. Solo disponible en gasolina con 2 motorizaciones; el 2.0i 115cv y el 1.8i-16v 136cv conocido como "GT 16v" (el más potente). Estéticamente es como el acabado GLX pero en deportivo con alerón trasero, taloneras deportivas, con los pilares de las puertas y portón trasero en color negro y anagramas rojos GT o 16v en la calandra delantera. También como equipamiento tenía llantas de aleación de 14” y opcionales de 15” de 5 radios con el tapa bujes central en una tonalidad gris oscura, con neumáticos (195 50 R15 82 V), exclusivas del GT-16V, volante exclusivo GT, asiento acompañante regulable en altura, paquete de emergencia (OP) (incluye soporte botiquín primeros auxilios, cintas para sujetar los triángulos y extintor), ABS (también para el 1.8i 16v), ordenador de a bordo (MFA) y filtro de partículas (OP), estéticamente las diferencias entre el GT y el GT-16v era el cuadro de mandos ya que el GT marcaba 220KM y 7 RPM con agujas blancas y el GT-16v marcaba 260KM y 8 x 1000 Rpm con agujas rojas.
La gama 1993 el GT añadiría de serie las llantas de 15" al igual que el GT-16V, además de incluirse las molduras laterales en color negro solo durante ese año.
A finales de 1994 con la actualización que recibe la gama, el GT pasa a tener los montantes del portón traseros en color carrocería, se sustituye la posición de la antena, el cual ahora va situada en la parte trasera del techo, las llantas serían las mismas pero el taba bujes pasa a tener una tonalidad más clara, a la vez de estrenar el nuevo interior, destacando la nueva tapicería, las esferas de relojes del cuadro incluyen más líneas pero siguiendo marcando 220Km esta vez con las agujas rojas, nuevo volante con airbag y el acabado GT-16v se sustituyó por el 2.0i-16v.
- 2.0-16v

Apareció un poco antes de recibir la reestilización a finales del año 1994, y quedó como sustituto del GT-16v pero superando a este. Es conocida como la versión GTI por el motor 2.0i-16v de 150cv que le da el nombre al modelo, que es el mismo que montaba el Golf GTI, tenía la tapicería mixta en cuero/tela con dibujo muy moderno, anagrama cromado 16v en la calandra delantera, taloneras deportivas con la inscripción 2.0i 16v, llantas de 15" con 7 radios que pasa a tener la tornillería de 5x100 mientras que los demás acabados siguen teniendo 4x100, el eje trasero es más ancho y con barra estabilizadora trasera, se le añade el EDS exclusivo para esta monitorización, además se añadió a la gama de colores un nuevo color púrpura solo disponible para esta versión. En un principio los faros traseros contaban con la aerografía correspondiente 2.0i-16v, mientras que las últimas unidades producidas, al igual que en toda la gama pierden las aerografías de los faros, también se le añade a estas últimas unidades de este acabado un nuevo bajero delantero con entradas de aire.

#### Ediciones especiales 1ª Fase

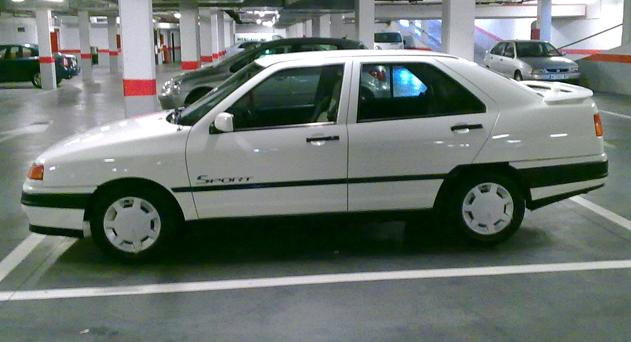
SEAT Toledo Sport 1992, los vinilos podían ser en color gris claro u oscuro dependiendo del color de su carrocería, la versión 2.0i tenia la numeración 2000 en color amarillo anaranjado

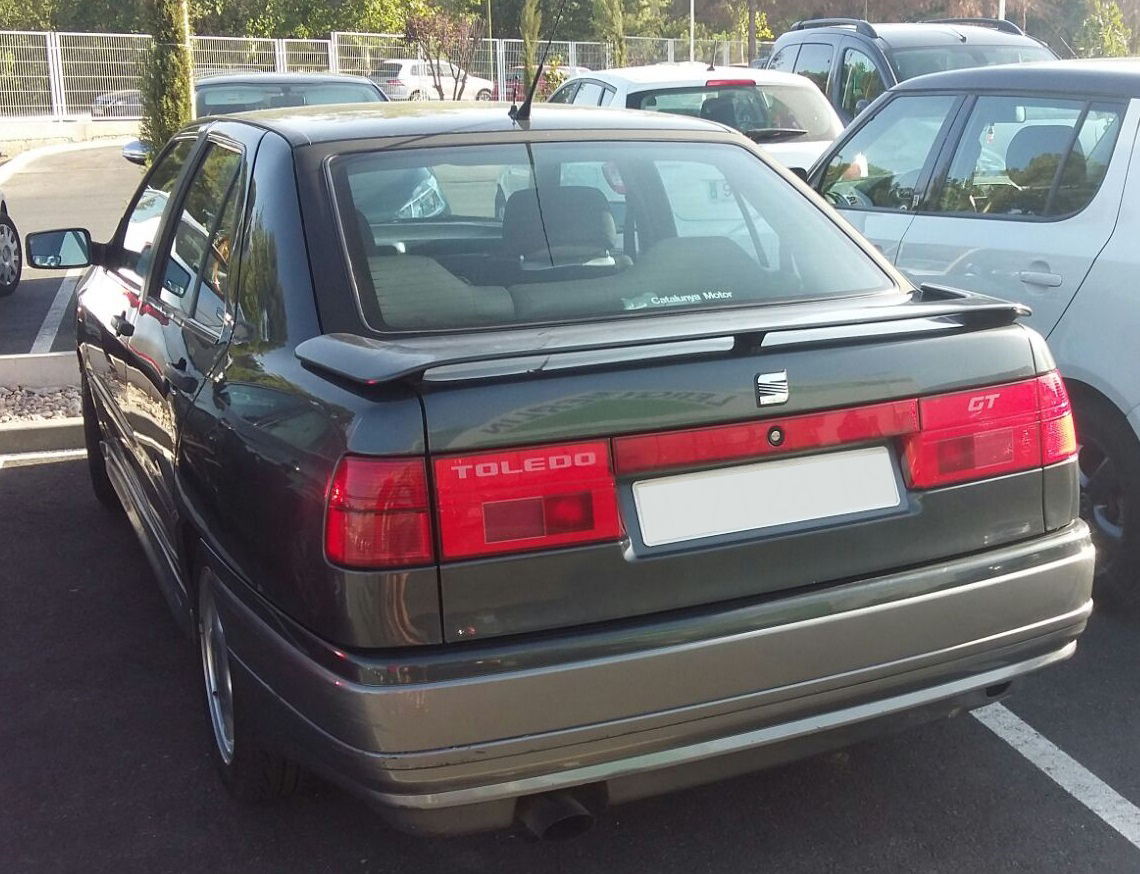
SEAT Toledo Pódium 1992, de su carrocería destaca la pintura bicolor, el añadido trasero exclusivo, la doble antena en el techo, una para la radio y la otra para la preinstalación del teléfono, además del logotipo pódium en dorado, ya era el premio a los medallistas del oro olímpico españoles, tanto para deportes individuales como para todos los miembros de un equipo, a excepción de las selecciones que solo se les entrego una unidad a cada una de ellas.

### Gama (1995-1998)

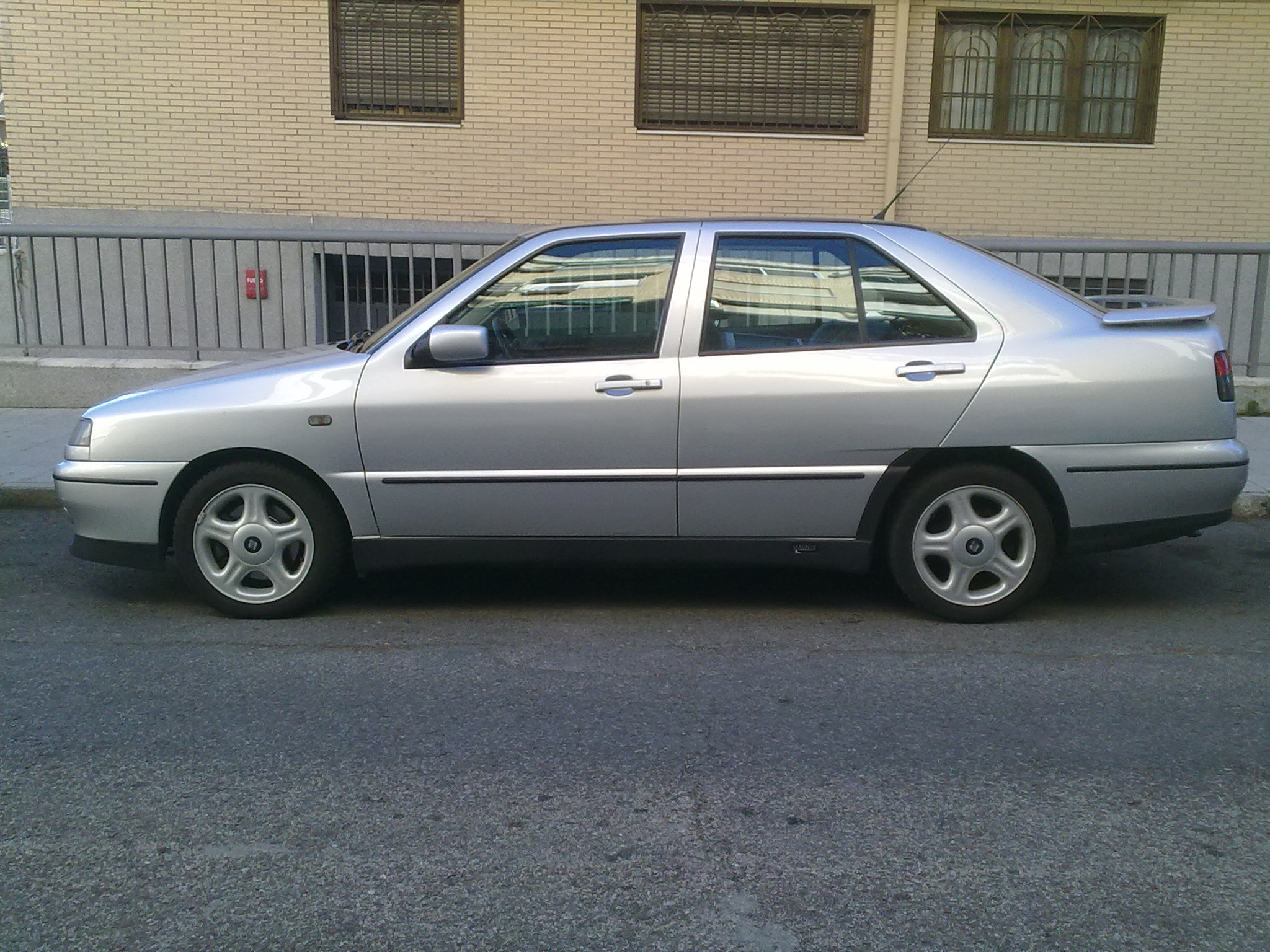
vista lateral del rediseño (Magnus)

En 1995 con la reestilización los acabados pasan por una segunda fase a ser los siguientes: SL, SE, SXE, Sport, 2.0-16v y Marina, en estos primeros acabados en algunos países incorporaban una chapita en el portón trasero debajo de la palabra Toledo con el nombre del acabado. Y a partir de finales de 1997 la gama Toledo se renueva pasando a tener tan solo dos acabados: Magnus y Sport. 
- SL/SE

El básico/medio. Pasa a sustituir el acabado CL y GL. Aunque el SL solo se mantuvo durante el primer año como inicio a la gama, posteriormente se solaparía con el SE, la diferencia de ambos en el exterior era las llantas en el SL de 13 pulgadas y en el SE de 14 pulgadas, mientras que el interior se diferenciaban por sus tapicerías específicas. Dentro de este acabado surgió la versión Máster y la versión Frehs. A comienzos de 1997 se añadieron unas pequeñas mejoras estéticas. El TDI de 90cv en este acabado pasó a tener unos asientos con cabeceros más pequeños y una tapicería diferente a la de las otras motorizaciones, la misma que montaba el 2.0-16v en la parte central acompañada de un tejido fuerte.
- SXE

Es el acabado que sustituye al GLX, posicionándose como el acabado alto de gama, llantas en 14 "con tapacubos o multiradio dependiendo de su motorización, su interior destaca su tapicería específica en un tejido gris y reposabrazos central en los asientos tarseros. Bajo este acabado apareció una versión denominada Dream. En 1997 se actualiza la gama con pequeños cambios, pasa a tener reposacabezas más pequeños, además se añade la antena en techo y tiradores en color carrocería. 
- Sport

Pasa a ser el acabado deportivo sin llegar a ser como la edición Sport del año 1992/1993, ya que este nuevo acabado pasa más desapercibido. Solo se diferencia de los demás modelos en que tiene las taloneras deportivas que integran un pequeño logotipo con las letras Sport con nueva tipografía y el montante de las puertas en negro. Al principio equipaba la motorización TDI 90cv con unos asientos deportivos en tela, con llantas de 14" multiradio y opcionales de 15" las mismas del GT, posterior mente se le incluirían las motorizaciones 1.6i 100cv, 2.0i-16v y el 1.9 TDI 110cv, que pasan a incluir la tapicería mixta de cuero y tela con detalles en azul grisáceo y paso a tener las llantas de 15" de nuevo diseño, que se volvieron a cambiar en las últimas unidades de producción del modelo y que fueron compartidas con el Ibiza/Córdoba. Dentro de este acabado salieron las ediciones espéciales con tapicería completa de piel y detalles en madera denominados como Limited Edition y Executive edition, respectivamente. En 1998 se planteó bajo este acabado y la motorización ABF hacer una versión Cupra con parachoques alisados y tapicería del Ibiza Cupra 2, pero debido a la inminente aparición de la segunda generación se descartó, pues ya no daba tiempo para su comercialización.
- 2.0-16v

Continúa la versión deportiva alta de gama. En el exterior solo cambia en los detalles del nuevo diseño y en el interior no sufre cambios al principio, pues a partir de 1997 es cuando la gama sufre unos retoques, con pequeños detalles y remates, pues el acabado 2.0-16v se integraría dentro del acabado Sport, desapareciendo la denominación 2.0-16v, añadiendo estos últimos Sport la motorización 2.0i 16v como las llantas 15" de siete radios que los caracterizaban.
- Marina

Este acabado tenía un interior exclusivo más lujoso que incorporaba volante y pomo en piel. Tenía asientos deportivos en tapicería mixta cuero/alcántara con un equipamiento muy completo. Exteriormente se caracteriza en la inscripción Marina que lleva en las taloneras, aparte de una chapita redonda con la letra M debajo de los intermitentes laterales. Cuenta con faros antiniebla, alerón trasero, llantas multiradio de 14" y la motorización que equipaba este acabado era el 2.0i 115cv en manual o automático. El 26 de septiembre de 1995 nace el SEAT 10.000.000 que resulta ser una unidad del modelo Toledo en acabado Marina de color granate, pero con la excepción de incorporar el motor TDI, en vez de la motorización correspondiente 2.0i de gasolina con la que se caracterizaba este acabado, quedando como unidad única. Para celebrar la producción de esta unidad, se celebró un evento donde se invitó al entonces príncipe Felipe.
- Magnus

Este nuevo acabado sustituye a los SE y SXE pasando a ser un acabado general, donde el equipamiento puede variar bastante dependiendo de la motorización, ya que se le relaciona a mayor motor mayor equipamiento de serie. Disponible con los motores 1.6i 100cv, 1.9 TDI 90cv y 1.9 TDI 110cv. Además de todos los ligeros cambios, a este acabado se le incorpora una nueva tapicería heredada del GT de 1995 pero con los asientos normales, es decir las diferencias eran los cabeceros más pequeños y sin hueco, la zona del asiento posterior más redondeada, mientas que el respaldo es más plano y los paneles de puertas solo tapizada la parte de arriba, por otra parte a la nueva gama se le añade al interior las manetas de las puertas cromadas, mientras que en el exterior solo cambia la zona gris de la calandra que paso a tener una tonalidad un poquito más clara con respecto a los acabados anteriores y los intermitentes de las aletas pasaron a ser ahumados tanto al Magnus como al Sport ya en su última etapa.

## Prototipos
- Exclusive Concept

Prototipo que SEAT presentó en el Salón de Ginebra de 1992 y también hizo acto de presencia en el Salón del Automóvil de Turín, se trata de una unidad única, con un diseño conceptual, donde el modelo pasa a tener las características de un coche más lujoso y elegante, el cual integraría un equipamiento especial, presentado en un conjunto de cinco paquetes exclusivos denominados como: (Pack exterior exclusive, Pack interior exclusive, Pack lujo exclusive, Pack oficina exclusive y Pack audio exclusive).
La parte exterior llamaba la atención con su pintura bicolor en 2 tonos verdosos. La parte del parachoques trasero incorporaba un añadido con un spoiler inferior que le daba una mejor imagen en cuanto a remate ya que ocultaba mejor la zona baja donde se sitúa el tubo de escape, además incorpora techo solar. Lo que más destacaba del exterior aparte de la pintura eran sus impresionantes llantas de 5 radios con mayor anchura y garganta, el modelo también contaba con una suspensión más rebajada y unas taloneras con la inscripción exclusive.
Respecto al interior, tenía una apariencia tipo Concept, con una tapicería en piel de color crema con unas líneas en negro, y una gran cantidad de detalles en madera de raíz de nogal, que resaltaban en la tonalidad clara. Como detalles exclusivos, incorpora unas estriberas con el nombre del modelo en color gris, todos sus asientos incluyen regulación eléctrica, además los delanteros cuentan con tres memorias y son calefactables, cuenta también con un reposabrazos delantero con teléfono incorporado, mientras las plazas traseras son solo para dos pasajeros, pasando el modelo a ser un cuatro plazas, ya que la parte central del asiento trasero cuenta con un fax oculto en la parte inferior y en el respaldo detrás del reposabrazos oculta un hueco con función de nevera. El salpicadero tenía una apariencia más moderna, ya que había sido levemente modificado como la zona de la guantera y la reorganización de muchos elementos, además de incluir nuevos mandos de instrumentación (luces, manetas de intermitencia/limpiaparabrisas, aireadores, entre otros...) que utilizaban otros modelos de VW como el Passat, además se le incluye climatizador y un equipo de sonido con ocho altavoces, Compact Disc y mando a distancia. En cuanto a mecánica evoluciona del 1.8i 16V, el proyecto se realizó por SEAT en colaboración con la empresa alemana IVM.
- Eléctric Olímpico

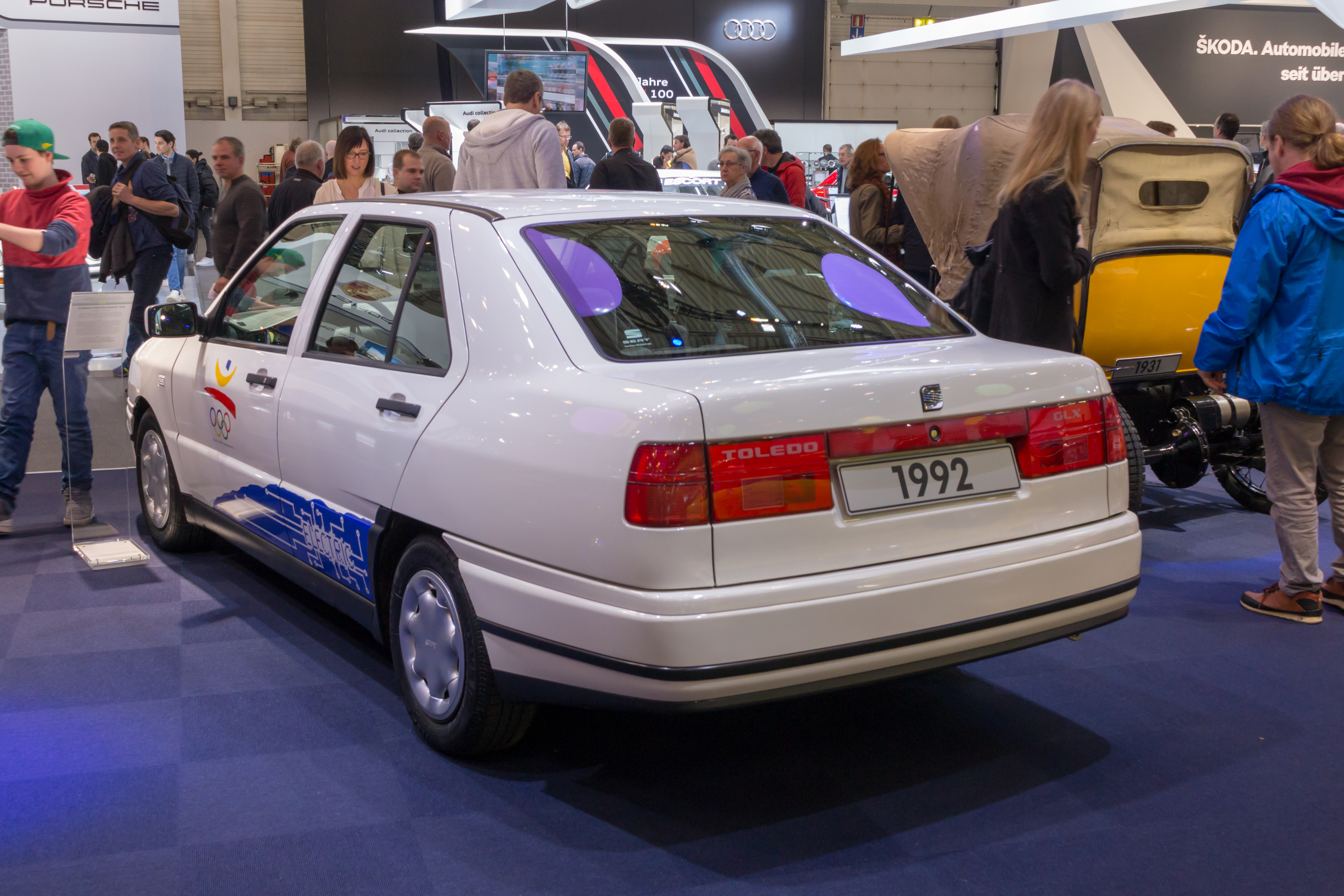
SEAT Toledo Electric Olímpico 1992

Fue el primer prototipo eléctrico de SEAT. Equipa un motor eléctrico con un propulsor de 15 kW con una velocidad tope de 100 km/h y una autonomía de 65 km. Se usó en las Olimpiadas de Barcelona dando una imagen limpia con un vehículo que no contamina para acompañar a los relevistas de la antorcha olímpica durante su recorrido.
Estaba hecho sobre la base de la versión GLX en color blanco con los logotipos de las Olimpiadas y unos más pequeños en la zona baja de los laterales donde se aprecia la palabra "eléctric" que abarcaban las puertas traseras, para diferenciarlo estéticamente (ya que usaba el mismo decorado que los demás SEAT Toledo que promocionaban el evento olímpico, como los que fueron usados como flota olímpica y los expuestos en eventos, el cual una de estas unidades fue exhibida en la Expo 92) de Sevilla.
También esta unidad eléctrica fue usada en las Paraolimpiadas donde se le sustituyeron los logotipos de las Olimpiadas por los de las Paraolimpiadas. Además hubo unas pocas unidades del SEAT Toledo preparadas para los juegos Paralímpicos, estos con motores de serie, (2.0i-115cv con cambio automático) y algunas adaptaciones, tenían las puertas traseras correderas para un mejor acceso a personas discapacitadas.
- Syncro (GT-4/GT-60)

Se planeaba lanzarlo al mercado en 1993 pero finalmente quedaría como prototipo descartado. Desde el lanzamiento del modelo se quiso desarrollar mediante unos estudios un Toledo con tracción total syncro, ampliando la gama Toledo dentro del acabado GT el cual se pretendía denominar como GT4 y GT60 ya que inicialmente el proyecto se quería utilizar la motorización G60 y posteriormente se replanteo el proyecto con la posibilidad de utilizar el motor VR6, ya existentes ambos en los modelos con la misma plataforma (Volkswagen Golf, Jetta y Corrado).
El modelo de pruebas estéticamente también incluía algunos pequeños nuevos detalles que lo caracterizaban, exteriormente el frontal integra unas pequeñas salidas de aire debajo de la calandra, los laterales del vehículo incluían una moldura más ancha que integraba una pequeña línea roja en la parte superior, al final de esta moldura se incluía la palabra Toledo y montaba unas nuevas llantas de 3 radios.
El interior resaltaba en color gris claro incluido salpicadero, el cual integra unas finas inserciones rojas que llegan a los paneles de las puertas, el volante y el pomo eran similares a los que incluyeron las versiones GTI del Ibiza/Córdoba de 1993/1994.
Tecnológicamente este modelo experimental incorporaba nuevas opciones, pues se le quiso incluir múltiples detalles para hacerlo más deportivo y lujoso, incluyéndole al igual que los Volkswagen un cuadro de mandos digifiz.
En el proyecto también se planteó desarrollarlo como variante cupé 3 puertas, con una base estilo Volkswagen Corrado, pero en carrocería sedan, lo que dio origen a los prototipos, SEAT Concepto T de 1992 y Concepto T cabrío de 1993 el cual ambos incluyeron la motorización V6, finalmente el proyecto fue cancelado.

## Derivados

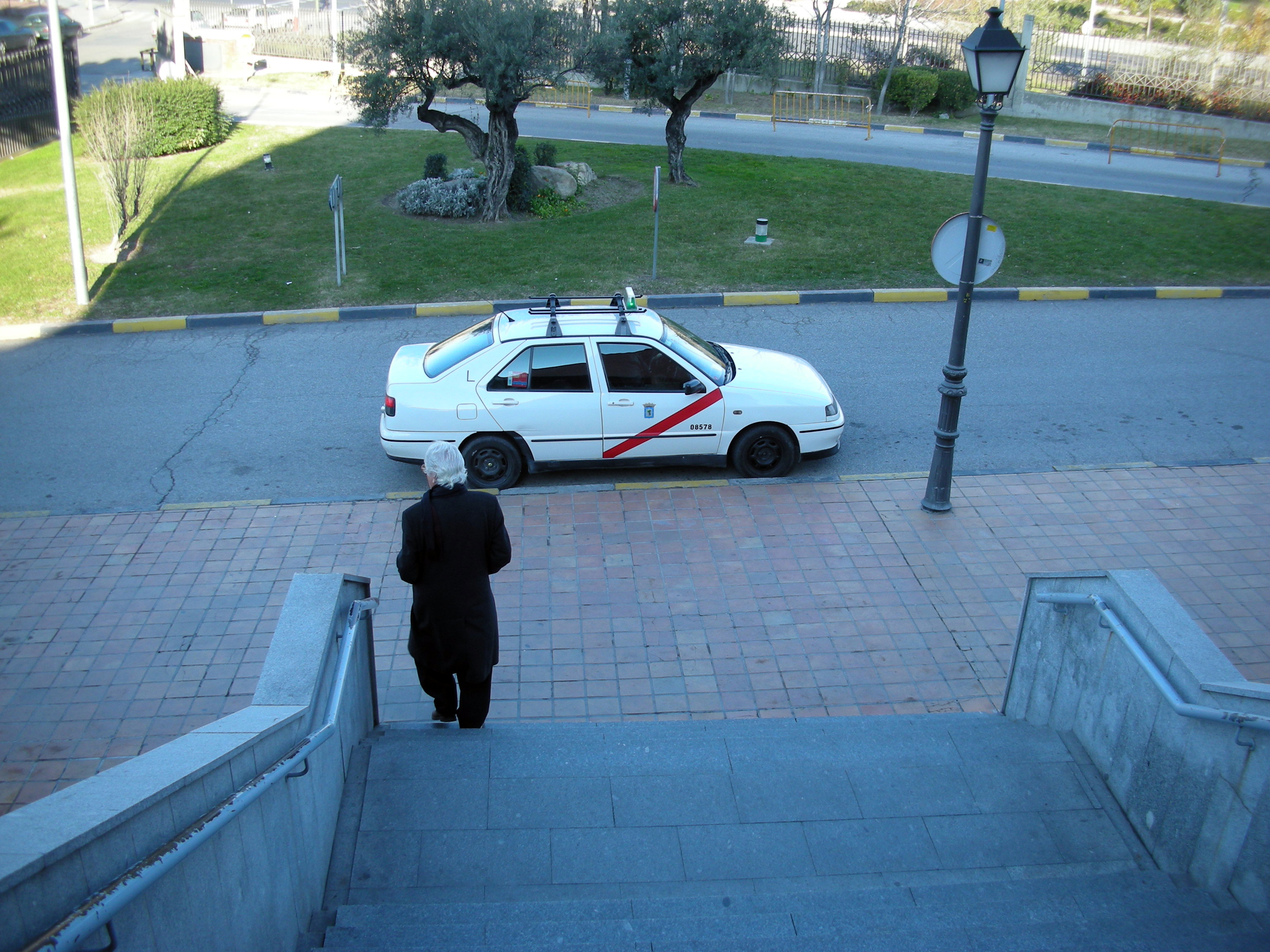
Versión Taxi del Toledo 1L

Entre los derivados se encuentran versiones preparadas para ofrecer servicios en varios sectores. Hubo versiones para los Taxis y la policía. Los taxistas lo escogieron habitualmente gracias al equipamiento, los buenos motores y su gran portón trasero. Se vendieron muchas flotas del modelo en España y en países como Reino Unido, Venezuela, Turquía etc. Las motorizaciones en los taxis eran las diésel; el 1.9TD de 75cv y sobre todo el TDI 90. Los acabados que llegó a tener fueron primero los CL y GL, después pasó al SE y, por último, al Magnus. La versión preparada para taxi como característica incluía la moqueta del maletero abultada para llevar rueda de repuesto normal, un botón a la izquierda del volante para encender la luz de cortesía trasera y, a partir de 1995, tenía tapicería específica y el tirador del maletero solía venir pintado del color de la carrocería. Mientras que los utilizados como coche patrulla para la policía, guardia civil e incluso también para el cuerpo de bomberos y demás fuerzas de seguridad del estado, solían tener primero acabados GLX, después por SXE y por último Magnus. Los motores solían ser de gasolina y los que más destacaron fueron el 1.8i de 90 CV y el 2.0i de 115 CV. También el Toledo fue uno de los coches transformados para ofrecer servicios funerarios en la época de los 90.

### Chery

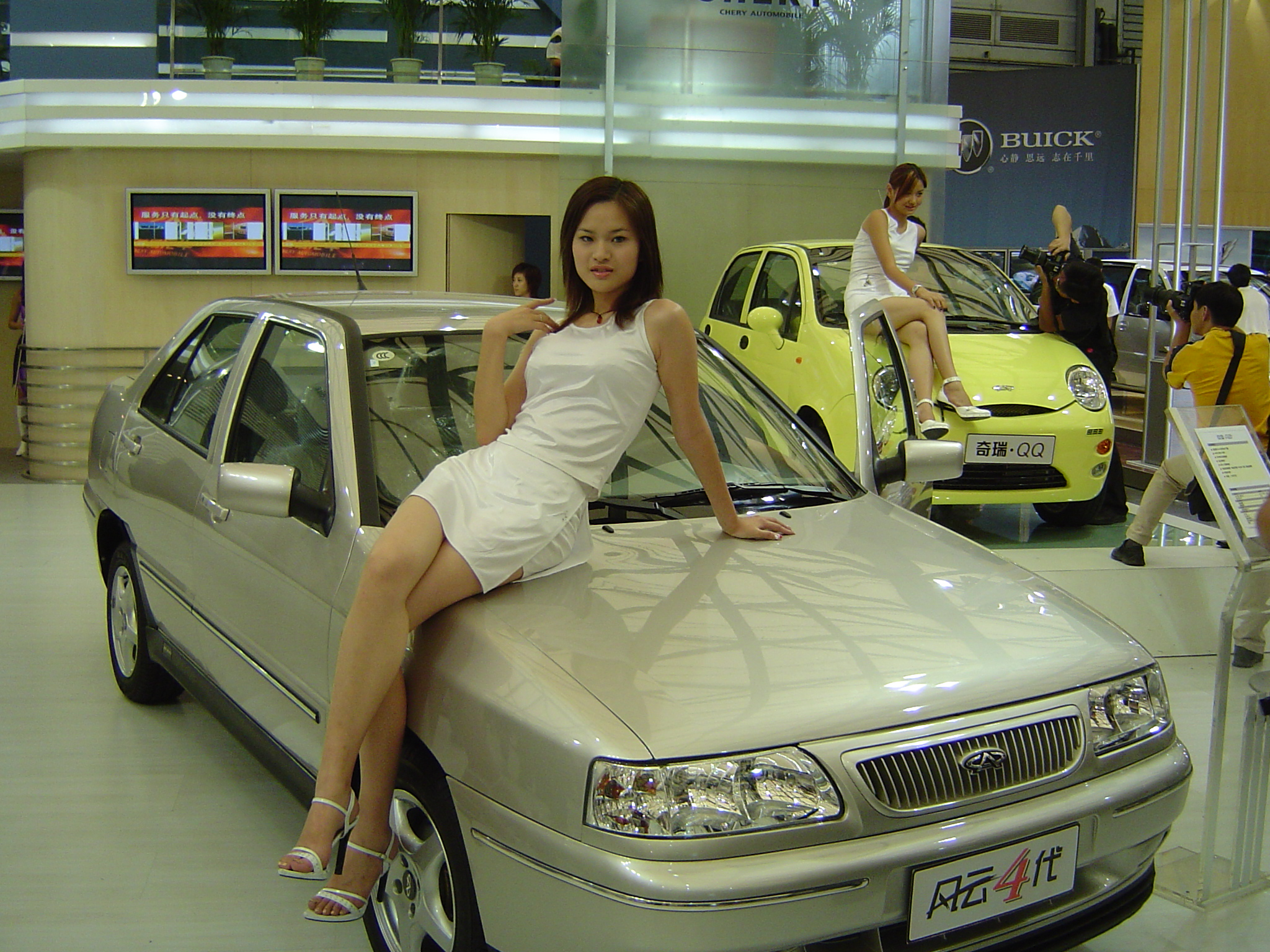
Chery Fulwin

Posteriormente, tras unos acuerdos con el grupo Volkswagen la línea de producción fue adquirida por la empresa china Chery, que lo empieza a ensamblar sin apenas modificaciones, utilizando primero motores de origen Mitsubishi Motors y posteriormente propios. El modelo ha ido evolucionando con algunas modificaciones y pequeños restylings, ha tenido distintos nombres según el país donde se vendía, entre ellos "Amulet" en Rusia, "Qiyun" en China, "Long" en Egipto, y "Cowin" y "Flagcloud" en otros países. La primera versión se la conocía como "A11", luego sufrió un pequeño restyling y es conocida como "A168" y luego en el restyling definitivo pasa a denominarse "A15". En cada país tiene algunas diferencias como pilotos, parrilla delantera y demás, pero sigue siendo el mismo coche. La primera generación del SEAT Toledo dejó de fabricarse en 1998, y en 1999 empezó a ser fabricado por Chery. Años después Chery vendió los derechos de la versión A15 a la empresa TagAZ que lo fabrica con el nombre Vortex Corda, por otro lado en 2012 vuelve el Chery Cowin 2 con una nueva versión conocido como "E2", este último es el que más modificaciones ha sufrido para darle un toque moderno.

## Competición

### Marathon
El Toledo también tuvo éxito en competición principalmente con 2 modelos, el primero en llegar se presentaría en 1992 uno de los grandes proyectos de SEAT para la competición el "Toledo Marathon", el vehículo estaba totalmente modificado con una carrocería preparada para circular por el desierto, tenía un motor de 2100 cc, heredado del Audi Coupé Quattro Raid, 5 cilindros con 330 CV. La presentación oficial se realizó por el equipo de SEAT Sport, con los logotipos de SEAT y Repsol, destaca su gran alerón trasero y llantas similares a las del GT pero con la tornillería 5x100, y el dorsal con el número 201, finalmente se construyeron dos unidades del Marathon y se preparo añadieron elementos homologados para la competición y logotipos de los patrocinadores. Su debut se produjo en la baja Portugal de 1993, aunque donde realmente destacó fue en el año 1994 con una última muy buena temporada, en estos años compitió con los dorsales: 214, 215, 304, 1 y 16. Unos años después en 1997 una de las unidades fue vendida al piloto Santinho Mendes el cual siguió compitiendo con el hasta el año 2001, esta unidad cada temporada se le cambiaba el decorado con otros colores, llantas y publicidades, además se sustituyó el motor por un PRV de 3500 cc. La otra unidad descansa actualmente en la nave A-122 de SEAT, totalmente restaurado donde se usa para eventos y exposiciones.

### Clase 2
En 1993 llegaría el segundo proyecto de SEAT para el Toledo en el mundo de la competición con el "Toledo clase 2" Superturismo, versión GT 16v potenciado a 195 CV, que compitió en las temporadas de 1993 y 1994 en la (Championnat de France de superturisme), participó en 1994 en el CET (Campeonato de España de Turismos) del cual a partir de la temporada de 1995, los SEAT Toledo pasarían a estar preparados por Meycom donde se les sustituyó el motor por uno de 282 cv, hasta la última temporada ya con el restyling en 1996. También las temporadas de 1993 y 1994 hizo acto de presencia en el campeonato de Bélgica, participó en 1993 en el Campeonato Italiano Superturismo y en el año 1994 participó en los campeonatos Macau Grand Prix, FIA Asia-Pacific Touring Car Championship y Schweizer Tourenwagen Meisterschaft, por otro lado en 1997 hubo un Toledo 2.0i-16v de competición, modificado a 230 cv, la carrocería estaba pintada en verde y rojo mismos colores que el Ibiza F2, ya que estaba preparado al estilo de la F2 world rally champion, para la BTCC (Campeonato Británico de Turismos) y la competición SEAT Cupra Sport celebrada en Reino Unido.
| #  | Año  | Competición                               | Equipo (Escudería) | Piloto                                                                  |
| -- | ---- | ----------------------------------------- | ------------------ | ----------------------------------------------------------------------- |
| 1  | 1993 | Championnat de France de superturisme     | Giroix Racing      | Fabien Giroix (7)                                                       |
| 2  | 1994 | Championnat de France de superturisme     | SEAT France Racing | Fabien Giroix (7) Jean-Denis Deletraz (6) Olivier Thévenin (10)         |
| 3  | 1993 | Belgian Procar                            | SEAT Sport Belgium | Bernard Winderickx (26) Jean-Pierre Mondron (26) Thierry van Dalen (27) |
| 4  | 1994 | Belgian Procar                            | Winderickx Sport   | Bernard Winderickx (6)                                                  |
| 5  | 1993 | Campeonato Italiano Superturismo          | Giroix Racing      | Fabien Giroix (27)                                                      |
| 6  | 1994 | Campeonato de España de Turismos (CET)    | SEAT France Racing | Fabien Giroix (103) Jean-Denis Deletraz (102) Jordi Gené (103 / 104)    |
| 7  | 1995 | Campeonato de España de Turismos (CET)    | Meycom             | Rafael Barrios (10) Ricardo García Galiano (11)                         |
| 8  | 1996 | Campeonato de España de Turismos (CET)    | Pedro Paz          | David Bosch (12)                                                        |
| 9  | 1994 | FIA Asia-Pacific Touring Car Championship | Giroix Racing      | Fabien Giroix (11)                                                      |
| 10 | 1994 | Macau Grand Prix                          | Giroix Racing      | Fabien Giroix (11)                                                      |
| 11 | 1994 | Schweizer Tourenwagen Meisterschaft       | SEAT France Racing | Jean-Denis Deletraz (710)                                               |

## Biografía
- Edouard Seidler, ¡Olé, Toledo!: la saga de SEAT y del coche que le da una nueva dimensión. Lausanne: J.-R. Piccard. (Libro donde viene la historia del SEAT Toledo y un pequeño resumen sobre SEAT).
- SEAT su historia a través de sus coches, especial de coches clásicos, Alta gama motor (número 1, julio 2017)